# Лоу, Тоби, 1-й барон Олдингтон
Тоби Остин Ричард Уильям Лоу, 1-й барон Олдингтон KCMG CBE DSO (англ. Toby Austin Richard William Low, 1st Baron Aldington), урождённый Остин Ричард Уильям Лоу (англ. Austin Richard William Low, имя Тоби прибавлено 10 июля 1957; 25 мая 1914 — 7 декабря 2000) — британский политик, член палаты общин от Консервативной партии, предприниматель. Был одним из участников операции «Килхол» по выдаче Советскому Союзу множества военнопленных, остарбайтеров, хиви и коллаборационистов; после обвинений в военных преступлениях подал в суд на обвинившего и выиграл дело.

## Биография
Родился 25 мая 1914 года в семье полковника Стюарта Лоу (погиб в бою в 1942 году) и Люси Аткин, дочери лорда Джеймса Аткина. Учился в Винчестерском колледже и Новом колледже Оксфорда, окончил по специальности права колледж в 1939 году и получил квалификацию барристера. С 1934 года служил в рейнджерском подразделении британской армии — Королевском стрелковом корпусе Его Величества, Лондонском пехотном территориальном полку. Участвовал в сражениях Второй мировой войны в Греции, на Крите, в Египте, Ливии, Тунисе, Италии и Австрии. В 1944 году произведён в бригадиры и стал самым молодым таковым в британской армии. В 1941 году награждён британским орденом «За выдающиеся заслуги», после войны произведён в командоры американского ордена «Легион почёта» и награждён французским Военным крестом.
В 1945 году Лоу баллотировался в палату общин как представитель Консервативной партии, получив место от округа Северный Блэкпул. Работал парламентским секретарём при Министерстве снабжения в 1951—1954 годах, государственным министром в Торговом совете Великобритании с 1954 года и членом Тайного совета Великобритании. В 1957 году посвящён королевой Елизаветой II в рыцари, возглавив Избирательный комитет по национализации промышленности. В 1959 году стал заместителем председателя Консервативной партии. В 1962 году пожалован в бароны Олдингтоны в городском округе Блэкпул и занялся частным предпринимательством.
Барон Олдингтон стал директором семейства индийских банков Grindlays Bank в 1946 году, как его отец и дед. В 1964 году стал председателем как банка Grindlays, так и энергетической компании GEC. В 1971 году стал членом Главного совета Би-би-си, председателем страховой группы RSA и Управления порта Лондона. Сопредседатель совместного особого комитета по делам портовой промышленности с 1972 года (вместе с Джеком Джонсом), президент компании Westland Helicopters с 1977 года.
Лорд Алдингтон был сторонником принципа «единая нация» в плане консерватизма, поддержал вступление Великобритании в Европейский союз. Занимался политической деятельностью и в палате лордов, возглавлял избирательный комитет по британской внешней торговле. В 1999 году после исключения наследственного пэрства из палаты лордов получил пожизненное пэрство как пэр первого поколения и остался в палате лордов как барон Лоу.
Скончался 7 декабря 2000 года.

## Семья
10 апреля 1947 года Тоби Лоу женился на Фелисити Энн Араминте Макмайкл (умерла в 2012 году), дочери сэра Гарольда Макмайкла. В браке у них родились дочери Присцилла Джейн Стефани, леди Робертс и Люс Энн Энти, а также сын Чарльз Гарольд Стюарт Лоу, 2-й барон Олдингтон. Леди Олдингтон была покровительницей общества по разведению овец породы джейкоб.

## Скандал о клевете
В 1986 году британский историк русского происхождения Николай Толстой-Милославский опубликовал книгу «Министр и массовые убийства», в которой рассказывалось о британских военных преступлениях на последнем этапе Второй мировой войны и после её окончания. В частности, Толстой упомянул, что Олдингтон находился на момент окончания войны в Австрии и участвовал в выдаче казаков и белогвардейцев в Лиенце в руки НКВД. Ранее Толстой в других своих книгах писал о том, что британцы были причастны к выдаче не только русских коллаборационистов и  остарбайтеров советским властям, но и к выдаче многих словенских и хорватских беженцев (не только коллаборационистов) в руки югославских властей Иосипа Броза Тито, а также участвовали непосредственно в Блайбургской бойне. Однако дело на этом не закончилось: Найджел Уоттс, который конфликтовал с одной из бывших компаний лорда Олдингтона, распечатал 10 тысяч листовок с обвинениями Олдингтона в военных преступлениях и стал их распространять среди политиков и прочих деятелей. Олдингтон подал на Толстого и Уоттса в суд, обвинив их в клевете, и в декабре 1989 года суд признал правоту Олдингтона, потребовав от Толстого выплатить 1,5 миллиона фунтов стерлингов за моральный ущерб и ещё 0,5 миллиона фунтов стерлингов на судебные издержки. Толстой объявил себя банкротом, но после кончины лорда вынужден был выплатить 57 тысяч фунтов стерлингов семейству Лоу на содержание поместья Олдингтона.
Европейский суд по правам человека в июле 1995 года рассмотрел апелляцию Толстого, которого поддерживали некоторые лица из правого крыла Консервативной партии Великобритании, и признал, что назначенная сумма возмещения вреда «не была „необходимой в демократическом обществе“» и нарушает его свободу выражения своего мнения (статья 10-я Европейской Конвенции о правах человека), но не отменил решение суда. Предполагалось, что Олдингтона поддерживали материально лица из Министерства обороны Великобритании, но ни Толстому, ни Уоттсу не дали право обжаловать решение на основании такой поддержки. В апреле 1995 года Уоттс был и вовсе приговорён к полутора годам лишения свободы за оскорбление и провокации против Олдингтона в одном из памфлетов.
В 1996 году Апелляционный суд оставил в силе решение в пользу Олдингтона и возложил ответственность по выплате издержек и на адвокатов Толстого, действующих на общественных началах. Тем не менее, Олдингтону также пришлось расплачиваться по долгам в связи с судебным процессом.